# I Wouldn't Normally Do This Kind of Thing
Singles de Pet Shop Boys
Go West
(1993) Liberation
(1994)
I Wouldn't Normally Do This Kind of Thing est une chanson du duo britannique Pet Shop Boys extraite de leur cinquième album studio, Very, paru le 27 septembre 1993.
Le 29 novembre 1993, neuf semaines après la sortie de l'album, la chanson, dans une nouvelle version remixée par les Beatmasters, a été publiée en single. C'était le troisième single tiré de cet album.
Le single a atteint la 13e place au Royaume-Uni.